# Charm School with Ricki Lake
Charm School with Ricki Lake es la tercera temporada de realities en VH1 "Charm School".Catorce concursantes de Rock of love with Bret Michaels (Temporada 3) y Real Chance of Love deben cambiar y ser mejores personas para los demás y ellas mismas. Charm School.Ricki Lake es la directora de Charm School, y tiene de ayuda a Alani "La La" Vázquez and Stryker. Ebony Jones (Risky) fue nombrada como la Reina y ganadora de Charm School y fue premiada con $ 100,100.

## Participantes
| Nombre Real                 | Eliminada   | Show                |
| --------------------------- | ----------- | ------------------- |
| Risky (Ebony Jones)         | Ganadora    | Real Chance of Love |
| Marcia"Brazil"              | Episodio 11 | Rock of Love Bus    |
| Ashley"A-Bomb"              | Episodio 11 | Rock of Love Bus    |
| Brittanya O'Campo           | Episodio 9  | Rock of Love Bus    |
| Bubbles (Bianca Sloof)      | Episodio 8  | Real Chance of Love |
| Bay Bay Bay (Konanga Tyson) | Episodio 7  | Real Chance of Love |
| K.O. (Roxanne Gallegos)     | Episodio 6  | Real Chance of Love |
| Natasha McCollum            | Episodio 5  | Rock of Love Bus    |
| Brittaney Starr             | Episodio 4  | Rock of Love Bus    |
| Farrah Sinclair             | Episodio 3  | Rock of Love Bus    |
| So Hood (Judith Scullark)   | Episodio 3  | Real Chance of Love |
| Ki Ki (Lakia Bailey)        | Episodio 2  | Real Chance of Love |
| Gia Lynn                    | Episodio 1  | Rock of Love Bus    |
| Beverly Palmer              | Episodio 1  | Rock of Love Bus    |

## Episode Progress
| #  | Contestants | Episodes | Episodes | Episodes | Episodes | Episodes | Episodes | Episodes | Episodes | Episodes | Episodes | Episodes |
| #  | Contestants | 1        | 2        | 3        | 4        | 5        | 6        | 7        | 8        | 9        | 11       |          |
| -- | ----------- | -------- | -------- | -------- | -------- | -------- | -------- | -------- | -------- | -------- | -------- | -------- |
| 1  | Risky       | SAFE     | SAFE     | SAFE     | SAFE     | SAFE     | RISK     | SAFE     | SAFE     | RISK     | WINNER   |          |
| 2  | Marcia      | SAFE     | RISK     | SAFE     | RISK     | WIN      | RISK     | SAFE     | WIN      | RISK     | 2#       |          |
| 3  | Ashley      | RISK     | RISK     | SAFE     | RISK     | RISK     | SAFE     | SAFE     | RISK     | RISK     | 3#       |          |
| 4  | Brittanya   | SAFE     | SAFE     | RISK     | WIN      | WIN      | SAFE     | SAFE     | RISK     | OUT      |          |          |
| 5  | Bubbles     | WIN      | WIN      | RISK     | SAFE     | RISK     | SAFE     | SAFE     | OUT      |          |          |          |
| 6  | Bay Bay Bay | WIN      | WIN      | WIN      | SAFE     | WIN      | SAFE     | QUIT     |          |          |          |          |
| 7  | K.O.        | WIN      | SAFE     | SAFE     | WIN      | WIN      | QUIT*    | BACK     |          |          |          |          |
| 8  | Natasha     | WIN      | WIN      | SAFE     | WIN      | OUT      |          |          |          |          |          |          |
| 9  | Brittaney   | RISK     | SAFE     | RISK     | OUT      |          |          |          |          |          |          |          |
| 10 | Farrah      | WIN      | WIN      | QUIT     |          |          |          |          |          |          |          |          |
| 11 | So Hood     | SAFE     | SAFE     | QUIT     |          |          |          |          |          |          |          |          |
| 12 | Ki Ki       | SAFE     | OUT      |          |          |          |          | BACK     |          |          |          |          |
| 13 | Gia         | OUT      |          |          |          |          |          |          |          |          |          |          |
| 14 | Beverly     | DQ       |          |          |          |          |          |          |          |          |          |          |

Competition
     La concursante ganó la competencia .
     La concursante ganó el desafío y esyuvo a salvo de la expulsión.
     La concursante estuvo a salvo de la expulsión.
     La concursante estuvo en riesgo de ser expulsada.
     La concursante fue expulsada.
     La concursante salió voluntariamente de la competencia.
     La concusrsante fue enviada donde la directora, y fue expulsada antes de la ceremonia.
     La concursante volvió temporalmente a la casa, para ver si podía volver a la competencia pero no pudo.

## Capítulos
Thou shalt aspire to be charmed/has de aspirar a ser encantadora
- MAYO 11 2009/TBA
- Las 14 chicas de rock of love y de real chance of love llegan a la casa donde riki las espera, ahí les da tiempo libre las chcias de divierten, peor hay un confrontamiento entre beverly y brittaney de rock of love bus, antes de la ceremonia de eliminación, beverly es llamada a la oficina de la directora y ahí riki la expulsa, más tarde las chicas asisten a la primera ceremonia de eliminación donde riki llama a brittney, gia y ashley al final riki expulsa a gia.
- descalificada:beverly
- riesgo 3:gia, brittaney, ashley.
- expulsada:gia.

Can't we all just get along/No podemos todas llevarnos bien.
- 18 de mayo de 2009/TBA
- Las chicas se despiertan para otra lección en charm school, so hood se queja.

se forman tres equipos:
- equipo azul:brittanya, ki-ki, marcia, risky
- equipo verde:bubbles, bay bay bay, farrah, natasha
- equipo rosa:ashley, k.o., so hood, brittaney
- gana:equipo verde.
- riesgo 3:ashley, marcia, ki-ki.
- expulsadaki-ki.

If You Can't Play Nice, Don't Play At All/si no puedes jugar bien, no juegues entonces
- 25 de mayo de 2009/TBA
- después de la eliminación de ki-ki so hood habla con su novio de algunas cosas, el desafío lo gana bay bay bay y el peor trabajo es de todas las demás, en la tercera ceremonia de eliminación so hood renuncia junto con Farrah, porque no aguantan tanto el alboroto que causan todas las demás.
- gana:bay bay bay.
- renuncian:so hood, farrah
- expulsada:nadie

bubble trouble/problema burbujeante
- 1 de junio de 2009/TBA
- brittney y k.o. no se pueden ni hablar, las chcias se preparan para un nuevo desafío, se dividen en equipos:
- equipo verde:risky(capitana), bay bay bay, marcia.
- equipo azul:bubbles(capitana), brittaney, ashley.
- equipo rojo:natasha(capítana),k.o., brittanya.
- gana:equipo rojo
- riesgo 3:ashley, brittaney, marcia.
- expulsada:brittaney

fear factors/factores peligrosos
- las roqueras se vuelven un poco locas y adoptan loocks de artistas o estrella, las real chance no hacen nada, el próximo desafío de las chicas va a comenzar todas se preparan se didividen en equipos otra vez:
- equipo azul:Ashley, Bubbles, Natasha, Risky.
- equipo rosa:Bay Bay Bay, Brittanya, K.O., Marcia.
- ganadoras:equipo rosa
- riesgo 3:Natasha, Ashley, Bubbles.
- expulsada:Natasha

thou shalt put it together/podrán todo juntas
- las chicas deberán que cuidar áreas de juego para niños para poder estar fuera de la eliminación, ninguna tiene éxito y por lo tanto nadie gana, en la ceremonia de eliminación solo hay nervios, riki llama a risky, marcia y a k.o. en ese momento k.o. decide irse por su cuenta o sea renuncia al juego.
- riesgo 3:Marcia, Risky, K.O.
- renuncia:K.O.

- Of Two Evils, Choose the Less/De dos problemas, elige el menor
- el desafgio se desarrolla en una perrera de la ciudad cada chica debe lipiarlas, mientras baybaybay quiere renunciar y para eso debe dejarle su lugar a ki-ki o a k.o., en el desafío nadie es la ganadora, en al ceremonia de eliminación rikki manda llamar a ki-ki y a k.o., baybaybay dice que no podrá regresar ninguna ya que sería injusto para las demás, bay le da su prendedor a rikki y se va feliz de no haber ganado los $100,000 dls.
- Invitadas:k.o.,ki-ki.
- Regresa:Nadie.
- Renuncia:BayBayBay

- Ride Em Cowgirl/Monta vaquera
- Las últimas 5 tienen que ir a un rodeo y juntar dinero subiéndose a un toro mecánico, la alumna que más dinero junta es marcia y la que menos es ashley, en la casa rikki tiene en riesgo a Ashley, brittanya y a Bubbles, Rikkii deja ir a bubbles pues ella ya aprendió lo suficiente para seguir ahí.
- Ganadora:Marcia
- Riesgo:Ashley, Brittanya, Bubbles.
- Expulsada:Bubbles

- The big(not so)Easy /Lo gran(no tanto)Fácil
- Solo quedan 4 chicas y se dirigen a su nuevo desafío, para ver quien ganara, los desafíos empiezan complicados y ninguna de las chicas logra terminarlos por lo que las 4 chicas bajan a la alfombra, Ricki expulsa a Britanya porque no había avanzado tanto como las demás chicas.
- Ganadora:Ninguna
- Riesgo:Risky, Marcia, Britanya, Ashley
- Expulsada:Britanya
- Finalistas:Risky, Marcia, Ashley.

- The last Commandment /Los Mandamientos Perdidos

- 1-Tratarás de ser una dama(no una perra)
- 2-Agitarás y mostrarás tu botín.
- 3-Siempre serás de carácter civil con los demás.
- 4-Ashley no se irá gratis a Nueva Orleans
- 5-Alejarse lo más posible de Brittaney Starr

- Thou Shalt Be Fully Charmed /Seras Totalmente Encantadora

- Las últimas tres(Risky, Marcia y Ashley)se preparan para ver su último mandamiento:Serás

- Totalmente Encantadora y la sorpresa es que la madre de Marcia, La de Risky y el novio e hijo de Ashley están invitados, en la última ceremonia cada una da su discurso, al final Rikki dice que todas merecen ganar pero que en los discursos la mejor fue Risky así que le da a ella el diploma de Charm School 3, Marcia queda como Subcampeona y Ashley como 2° Subcampeona .
- 2°SubCampeona:Ashley
- Subcampeona:Marcia
- Ganadora:Risky

## Razones De Expulsión
- Cap 1
- Beverly:Fue automáticamente descalificada por jalarle el cabello a Brittaney y mojarla, Rikki pensó que le iría mejor fuera.

- Gia:Por sus problemas con el alcohol (después de salir Gia hace un berrinche fuera de la casa, que hasta queda solo en sostén.)

- Cap 2